# Pseudocatharylla allecto
Pseudocatharylla allecto là một loài bướm đêm trong họ Crambidae.